# 小河沿文化
小河沿文化是中国北方的新石器时代文化类型，得名于1974年发现的内蒙古自治区赤峰市敖汉旗小河沿乡南台地遗址。主要分布在河北、北京、内蒙古、辽宁。
小河沿文化在赵宝沟文化、富河文化和红山文化的基础上，不断吸收其周围的庙底沟文化、义井类型、大汶口文化、大司空文化因素，形成小河沿文化。小河沿文化是夏家店下层文化重要源头。

## 发现与命名
早在1921年锦西沙锅屯遗址的发掘就出土了小河沿文化的遗物，此后1935年赤峰红山后遗址的发掘和1960年昭乌达盟石羊石虎山墓地的发掘都出土了一些小河沿文化的遗物，但直到1974年辽宁省博物馆等单位发掘敖汉旗小河沿南台地遗址后，才正式提出了“小河沿文化”的概念。

## 重要遗址
有学者认为小河沿文化主要分布在燕山以北的辽西地区，文化内涵仅限于以南台地等遗址为代表的遗存。 有学者认为燕山以南地区发现的雪山一期遗存、午方类型和中贾壁遗存，与燕山以北的小河沿文化应属于同一个考古学文化。在此将燕山南北的重要遗址一并列出：
- 燕山以北地区, 包括内蒙古自治区东南部和辽宁省西部地区。
  - 南台地遗址，内蒙古自治区敖汉旗
  - 白音长汗遗址，内蒙古自治区林西县
  - 上店遗址，克什克腾旗
  - 大南沟墓地（包括石棚山墓地和老鹞窝梁墓地），内蒙古自治区赤峰市翁牛特旗
  - 哈拉海沟墓地，内蒙古赤峰市
  - 石羊石虎山墓地，内蒙古昭乌达盟
  - 沙锅屯遗址，辽宁省葫芦岛市

- 燕山以南地区，包括北京、天津、河北省、山西东北部。
  - 雪山遗址，北京市昌平区
  - 镇江营遗址，北京市房山区
  - 姜家梁遗址，河北省阳原县
  - 张家园遗址，天津蓟县
  - 午方遗址，河北省容城县
  - 中贾壁遗址，河北省平山县
  - 上坡遗址，河北省容城县

## 参看
- 中国新石器文化列表